# Михайловка (Чортковский район)
Михайловка (укр. Михайлівка) — село в Мельнице-Подольской поселковой общине Чортковского района Тернопольской области Украины.
До 2020 года входило в Борщёвский район.
Код КОАТУУ — 6120884202. Население по переписи 2001 года составляло 581 человек.

## Географическое положение
Село Михайловка находится в 1-м км от левого берега реки Дзвина, недалеко от её истоков,
ниже по течению на расстоянии в 3 км расположено село Урожайное.

## История
- 1403 год — первое упоминание о селе.

## Объекты социальной сферы
- Школа I ст.
- Клуб.
- Фельдшерско-акушерский пункт.